# Loch Duagrich
Loch Duagrich är en sjö i Storbritannien.   Den ligger i kommunen Highland och riksdelen Skottland, i den nordvästra delen av landet, 700 km nordväst om huvudstaden London. Loch Duagrich ligger 220 meter över havet. Den ligger på ön Skye. Trakten runt Loch Duagrich består i huvudsak av gräsmarker.